# Asalto a la mezquita de Al-Aqsa de 2022

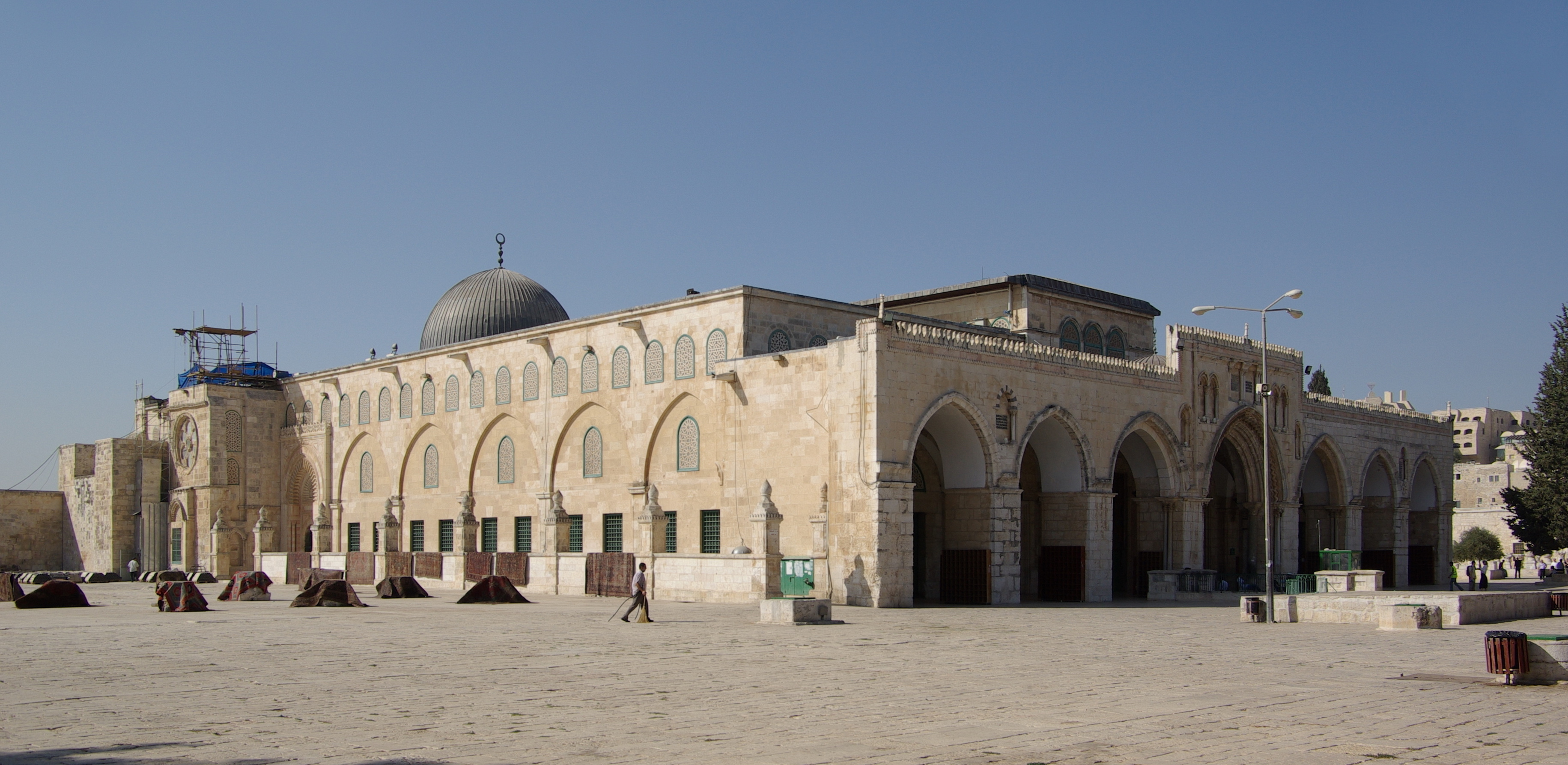
Vista exterior de la Mezquita de Al-Aqsa, Jerusalén

El asalto a la mezquita de Al-Aqsa de 2022 se llevó a cabo el 15 de abril de 2022, las fuerzas israelíes irrumpieron en la mezquita de Al-Aqsa con proyectiles de gas lacrimógeno y bombas sonoras, hiriendo al menos a 59 palestinos al comienzo del enfrentamiento. Según informes israelíes, docenas de palestinos marcharon cerca del Muro Occidental y atacaron a los agentes de policía arrojándoles piedras. Algunos de los palestinos se atrincheraron dentro de la mezquita de Al-Aqsa, donde fueron detenidos. Al Jazeera informó que «varios soldados de ocupación se subieron a los techos de los edificios que rodean la mezquita de Al-Aqsa. Evacuaron el patio de la mezquita de Al-Aqsa y cerraron la mayoría de las puertas que conducen a ella». El enfrentamiento resultó en más de 150 palestinos heridos y 400 arrestados. Tres policías israelíes también resultaron heridos.

## Antecedentes
Las tensiones en Israel y los territorios palestinos han aumentado en las últimas semanas. En marzo y abril de 2022, 14 civiles israelíes murieron en una serie de ataques de palestinos, lo que llevó a una serie de incursiones de las Fuerzas de Defensa de Israel en Cisjordania, matando a 16 palestinos (tanto civiles como militantes).
Poco antes del incidente, un grupo religioso extremista judío llamado Regresando al Monte anunció que tenía la intención de realizar sacrificios de Pascua en el Monte del Templo durante la festividad judía de la Pascua. El 14 de abril, seis miembros fueron arrestados planeando sacrificar una cabra en el Monte del Templo. Según The New York Times, los rumores habían estado circulando en las redes sociales de que los extremistas judíos planeaban ingresar a la mezquita de Al-Aqsa el fin de semana.
Durante el mes sagrado musulmán del Ramadán el año anterior, las manifestaciones nocturnas en Jerusalén y los enfrentamientos en el complejo de Al-Aqsa se habían convertido en una guerra de 11 días entre Israel y los grupos palestinos.

## Asalto
Los manifestantes palestinos comenzaron a marchar alrededor de las 4:00 a. m. con banderas palestinas y de Hamás en el lugar alrededor de la mezquita. Según la policía, las protestas se volvieron violentas cuando los manifestantes arrojaron piedras al Muro Occidental y encendieron petardos, a lo que la policía respondió usando gas lacrimógeno y granadas aturdidoras contra la multitud. Los manifestantes atacaron a los agentes de policía con piedras, hiriendo a tres. Se informó que los combates ocurrieron cerca de la Puerta de los Leones.
Los agentes de policía luego procedieron a ingresar a la mezquita alrededor de las 9:30 a. m., donde los alborotadores palestinos supuestamente se atrincheraron. La policía dijo que los palestinos habían estado almacenando piedras y arrojándolas desde la mezquita.
Los palestinos dijeron que los oficiales israelíes entraron en el edificio justo después de que el Muecín anunciara el Adhan, mientras que la policía dijo que habían esperado hasta después de que terminaran las oraciones. Los policías evacuaron a los fieles de la mezquita con porras policiales mientras las granadas aturdidoras y los petardos utilizados en los enfrentamientos causaban que estallara una enorme columna de humo. La policía israelí bloqueó temporalmente la Puerta de Damasco y restringió otras entradas para excluir a los hombres jóvenes mientras permitía a las mujeres, los hombres mayores y los niños. La policía se fue seis horas después y la rutina de la mezquita continuó sin ningún incidente.
La Media Luna Roja Palestina dijo que 158 palestinos habían resultado heridos, principalmente por balas de goma, granadas aturdidoras y porras policiales. Aproximadamente 470 personas fueron detenidas por las fuerzas israelíes. El 16 de abril, se informó que 130 personas seguían encarceladas. 65 menores fueron puestos en libertad con órdenes de alejamiento, y 200 detenidos fueron puestos en libertad tras ser interrogados por las fuerzas del orden.

## Consecuencias
Cientos de árabes israelíes en Umm al-Fahm organizaron manifestaciones contra la incursión, algunas de las cuales se convirtieron en disturbios. El mismo día del ataque, una adolescente palestina apuñaló e hirió a un hombre en Haifa. La niña admitió más tarde que lo había hecho en respuesta al asalto a la mezquita.
El 17 de abril, alborotadores palestinos lanzaron piedras contra tres autobuses que se dirigían al Muro Occidental. Siete pasajeros resultaron heridos. Los fieles judíos que llevaban chales de oración fueron atacados por alborotadores en la Ciudad Vieja. Los oficiales de policía entraron de nuevo en el Monte del Templo, diciendo que las multitudes palestinas estaban tratando de evitar que los no musulmanes entraran en el Monte. Nueve personas fueron arrestadas y los médicos palestinos dijeron que 17 personas resultaron heridas. Un intento de apuñalamiento en el asentamiento israelí de Beit El fue frustrado por las fuerzas de seguridad.
El Canal 12 informó que las autoridades egipcias habían convencido al grupo militante palestino Hamás de no disparar cohetes en respuesta.
La Lista Árabe Unida (Ra'am) anunció que suspendería temporalmente su membresía de coalición en el Gobierno de Israel a raíz de los enfrentamientos en Al-Aqsa.

## Reacciones

### Autoridad Nacional Palestina
El Ministro de Asuntos de Jerusalén, Fadi al-Hadami, condenó enérgicamente la incursión en la mezquita de Al-Aqsa por parte de las fuerzas israelíes. Culpó a Israel por las acciones y pidió a la comunidad internacional que intervenga de inmediato para detener las acciones israelíes contra los lugares sagrados musulmanes.
Hussein al-Sheikh, un alto funcionario de la OLP, advirtió contra los supuestos intentos israelíes de dividir el Monte del Templo entre musulmanes y judíos.

### Organismos internacionales
El Coordinador Especial de las Naciones Unidas para el proceso de paz del Oriente Medio, Tor Wennesland, expresó su profunda preocupación por lo que está sucediendo en la ciudad de Jerusalén y la mezquita de Al-Aqsa. Dijo: «Estoy profundamente preocupado por el deterioro de las condiciones en la ciudad de Jerusalén durante estos días santos». El funcionario de la ONU exigió que las provocaciones en Al-Haram Al-Sharif se detuvieran de inmediato.

### Otros países
Abdul Qahar Balkhi, portavoz oficial del Emirato Islámico de Afganistán del Ministerio de Relaciones Exteriores, tuiteó que «Afganistán condena enérgicamente la violencia del ocupante contra civiles palestinos en la mezquita de Al-Aqsa, la primera qibla para musulmanes. El Emirato Islámico de Afganistán hace un llamamiento a la comunidad internacional, especialmente a los países islámicos, para que tomen medidas prácticas para restaurar los derechos humanos de los palestinos y prevenir los crímenes israelíes».
En una declaración conjunta, Alemania, Francia, Italia y España pidieron que se respete el estado actual de los lugares sagrados en Jerusalén y también que se respete el papel de Jordania en estos lugares sagrados, y pidieron «a todas las partes que ejerzan la máxima moderación y se abstengan de la violencia y de todas las formas de provocación».
Arabia Saudita expresó su condena y denuncia de las fuerzas de ocupación israelíes que irrumpieron en la mezquita de Al-Aqsa y cerraron sus puertas, y atacaron a fieles desarmados dentro de la mezquita y en sus plazas externas. También consideró que «esta escalada sistemática es un ataque flagrante contra la santidad de la mezquita de Al-Aqsa y una violación de las resoluciones y pactos internacionales».
Kuwait expresó su enérgica condena y denuncia del asalto de la mezquita de Al-Aqsa por las fuerzas de ocupación israelíes y el ataque contra los fieles. También consideró que «estos ataques son una escalada peligrosa y una violación flagrante de todas las convenciones y resoluciones internacionales y una razón para alimentar la violencia y socavar la estabilidad de la región».
El portavoz del Ministerio de Relaciones Exteriores de Egipto, el embajador Ahmed Hafez, «condenó el asalto de las fuerzas israelíes a la bendita mezquita de Al-Aqsa, y la violencia que siguió a esta incursión contra los palestinos en los patios de la mezquita de Al-Aqsa», que resultó en la lesión y el arresto de docenas de fieles. Enfatizó «la necesidad de autocontrol y proporcionar protección total a los fieles musulmanes y permitirles realizar ritos islámicos en la mezquita de Al-Aqsa, que es una dotación puramente islámica para los musulmanes».
El asalto también fue condenado por Baréin, Marruecos y los Emiratos Árabes Unidos, que habían normalizado las relaciones con Israel dos años antes.